# Khayr ad-Din Barberousse
Pour les articles homonymes, voir Barberousse.
Kheïr-Eddine Baba Arroudj, ou Khizir Khayr ad-Dîn (turc : Barbaros Hızır Hayreddin Paşa, arabe : خير الدين Khayr ad-dīn,,), dit « Barberousse », né vers 1476 dans l'île de Lesbos, mort le 4 juillet 1546 à Constantinople, fut un corsaire ottoman sous le règne de Soliman le Magnifique, ayant occupé les postes de sultan, puis beylerbey (gouverneur général) de la régence d'Alger et Capitaine pacha (grand amiral) de la marine ottomane. Il prendra également le titre de sultan de Tunis en 1534 après la prise de la ville.
Khayr ad-Dîn est le frère cadet d'un autre marin connu, Arudj Reïs.

## Biographie

### Origine et famille
Issu d'une famille grecque ottomane pauvre et nombreuse installée sur l'île de Lesbos, Khayreddine a eu 3 frères et 4 sœurs. Son père, Yakup Ağa, est un ancien sipahi ottoman, devenu potier, s'étant installé sur Lesbos. Ce dernier était certainement un musulman d'origine turque,,,, ou albanaise ,. Les sources européennes de l'époque écrivent bien souvent, mais sans fondement, qu'il serait né chrétien, puis converti à l'islam. Sa mère serait une grecque chrétienne, nommée Katalina (ou Katarina), veuve d'un prêtre grec,,. D'après le Gazavat-ı Hayr ed-din Paşa ("Geste de Hayreddin Paşa"), véritable biographie autorisée des frères Oruç (ou Arudj) et Hızır Hayreddin (Khayreddine) commanditée par le sultan Soliman en personne, les deux hommes seraient issus du mariage entre un officier ottoman de la garnison de Mytilène (ottomane depuis 1462) et d'une jeune fille grecque. Les enfants étaient bilingues (turc et grec) et musulmans.
Des trois frères, Arudj, Elias et Ishak, l'un meurt jeune, à savoir Elias. Quelques années plus tard, Arudj prend la mer, dans l'espoir de sortir de la pauvreté. À la mort de son père, il revient sur l'île, avec un navire dont il a reçu le commandement, de corsaires turcs, et embarque ses frères qui fuyaient la misère. Ils convoient, ensuite, des Musulmans et des Séfarades fuyant la pression de l'Inquisition espagnole et les conversions de force décrétées par Isabelle la Catholique en 1492, de l'Andalousie vers l'Empire ottoman (fin de la Reconquista) où le sultan Bayézid II leur a donné refuge. Cela leur confère un grand prestige auprès des Juifs et des Musulmans, et c'est à cette période qu'ils acquièrent le surnom de « Barberousse ». Les trois frères sillonnent la Méditerranée s'adonnant à la « course » contre les navires chrétiens avec pour ports d'attache Tunis, Djerba, Jijel et Alger, où Arudj, usant de ruse et de cruauté, se fit bey de la cité.

### Beylerbey d'Alger

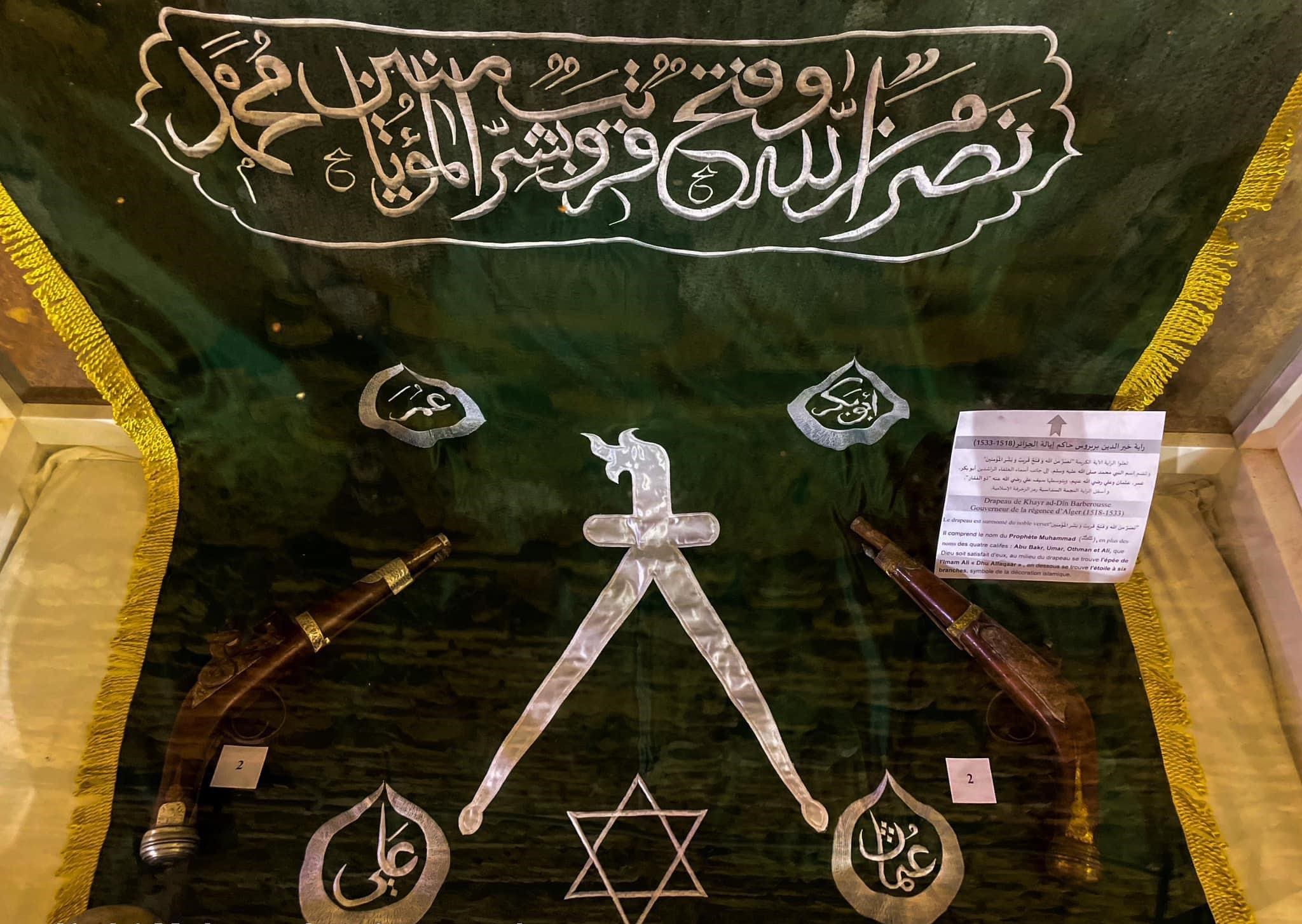
Drapeau de Khayr ad-Din Barberousse, exposé au musée public national maritime d'Alger.

Khayreddine Barberousse proclamé sultan d'Alger, craignant une attaque espagnole, va proposer, sur avis d'une assemblée d'oulémas et de notables algérois, le rattachement de la régence d'Alger à l'Empire ottoman en 1519. Le sultan Sélim Ier lui envoie ainsi une troupe de 2 000 janissaires munie d'artillerie et 4 000 volontaires turcs.
Ce rattachement volontaire et le rôle important de la flotte d'Alger dans les conflits navals ottomans vont donner aux relations entre Alger et Constantinople un caractère particulier faisant de la régence non pas une simple province mais un « État d'Empire ».
En 1526, il subit un échec cuisant face à la flotte d'Andrea Doria, alors chef de la flotte pontificale, qui attaque avec succès une partie de sa flotte aux abords de Piombino. Plusieurs centaines d'hommes de Barberousse sont alors faits prisonniers. Barberousse reprend Alger après l'assassinat de Sidi Ahmed ou el Kadhi par ses proches en 1527 au niveau de la région des Aïth Aïcha.
En 1529, Barberousse entreprend la prise du Peñon d'Alger, considérée comme une « épine au cœur des Algérois » par celui-ci[réf. incomplète]. Après deux semaines d'intensifs bombardements d'artillerie[réf. nécessaire], les Ottomans prennent d'assaut le fort. Des 150 hommes que comptait la garnison du capitaine Martin de Vargas, le quart seulement survit, dont le capitaine. 25 femmes et enfants sont réduits en esclavage [réf. nécessaire]. Barberousse fait raser la forteresse et emploie les pierres pour la construction d'une jetée entre la plage et le rocher.
Dans la baie de Santa Pola, le capitaine Rodrigo Portuondo perd toutes ses galères sauf une lors d'une attaque de Cachadiablo, allié de Barberousse. Portuonda y perd la vie alors que son fils Domingo est ramené prisonnier à Alger. Barberousse envoie aussitôt l'étendard impérial et quelques chrétiens capturés au sultan turc, qui le récompense en le nommant beylerbey (gouverneur régional) et gazi (« conquérant »).
En 1531, son grand rival l'amiral génois Andrea Doria, au service de l'Espagne, fond sur Cherchell, surprenant Ali Caraman, lieutenant de Barberousse, il l'oblige à détruire la majeure part de ses navires pour éviter qu'ils soient pris et libère plusieurs centaines d'esclaves, mais subit par la suite une défaite au cours de laquelle 300 Espagnols sont tués ou faits prisonniers. Barberousse poursuit la flotte espagnole en déroute et ravage au passage les côtes italiennes et la Provence.

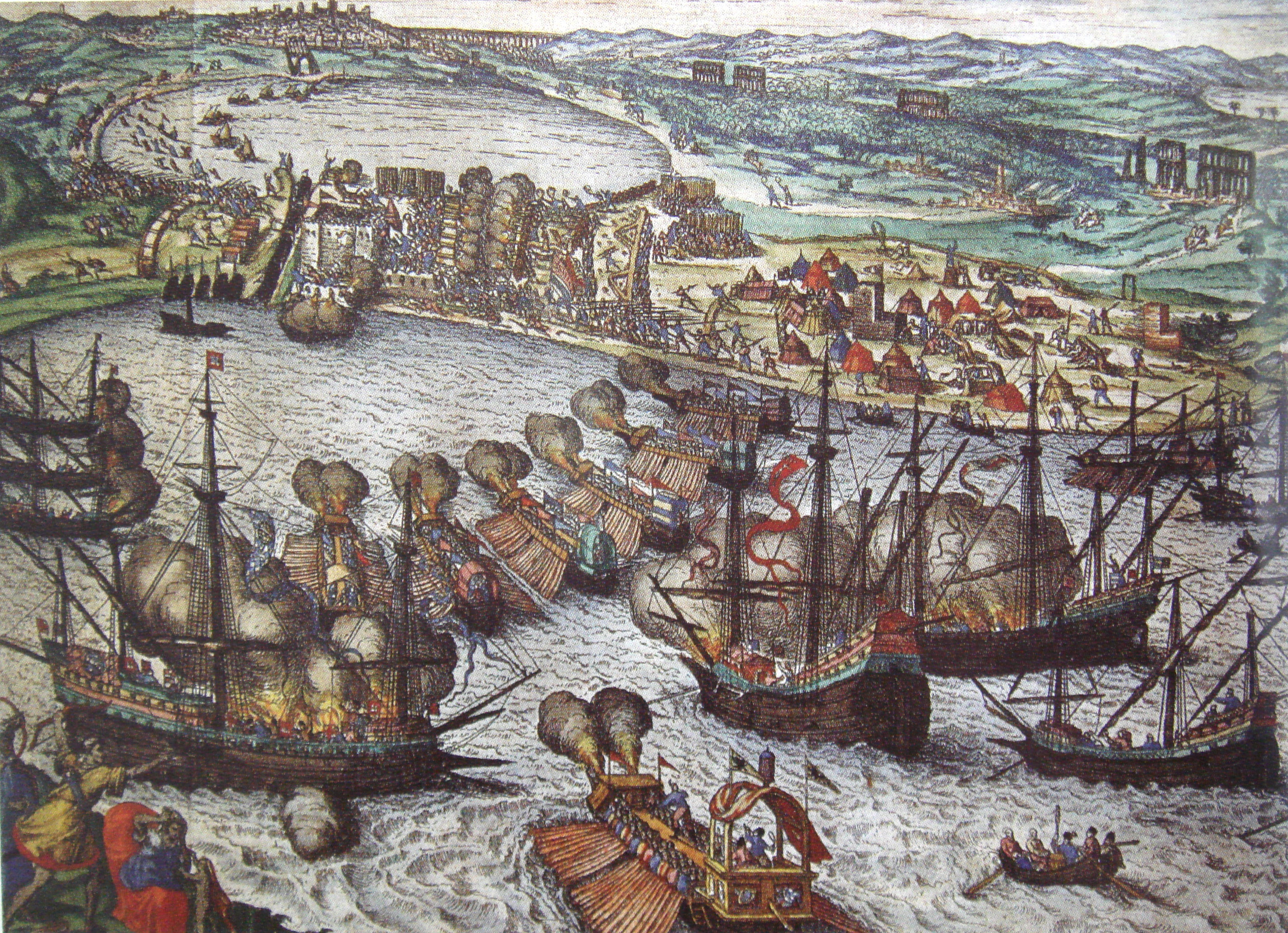
Représentation de l'attaque de La Goulette par Frans Hogenberg.

### Capudan-Pacha de la marine ottomane

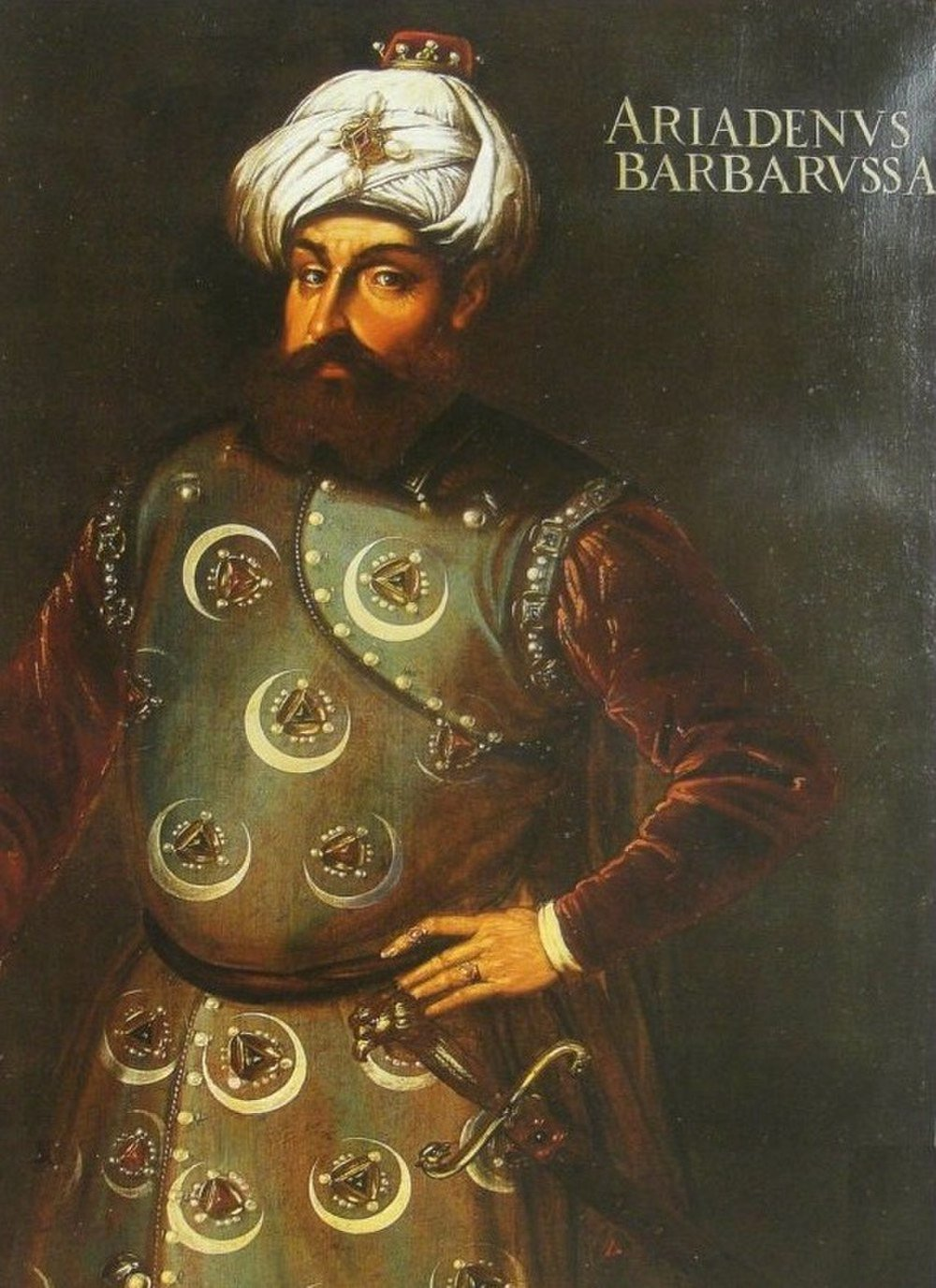
Khayr ad-Din Barberousse.

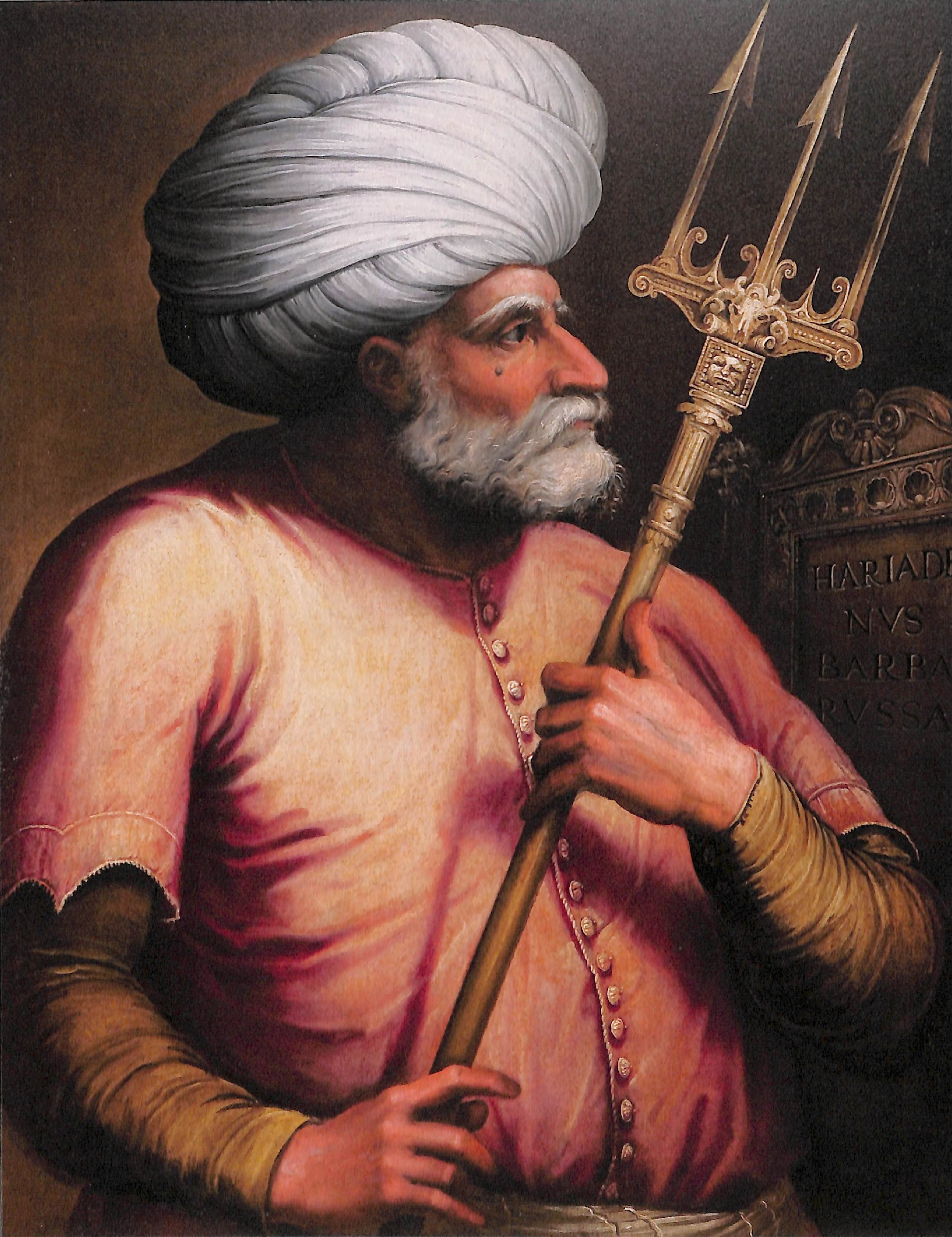
Portrait de Khayr ad-Din Barberousse Pacha en Poséidon

L'attaque d'Andrea Doria sur la côte de Morée pendant la campagne allemande de Soliman le Magnifique plaça les Ottomans dans une position difficile. Soliman le Magnifique convoqua alors Barberousse à Constantinople en 1533, et le nomme, commandant (Capudan pacha) de la flotte ottomane.

#### Prise de Tunis
En 1534, Khayr ad Din prend Tunis au détriment des Hafsides alliés aux Espagnols. Il prend alors le titre de « sultan de Tunis ». L’équivoque et toute la diversité des situations dans l'Empire ottoman fait qu'un Grand Amiral de la flotte ottomane qui vient conquérir un pays au nom du Sultan ottoman, se proclame sultan du pays conquis sans pour autant se soustraire le moins du monde à ses obligations envers son chef, le Sultan ottoman. La formule « sultan de Tunis » n’était qu’un article de consommation locale. Elle signifie que la fin des sultans hafsides ne supprimait pas le statut « sultanien » de Tunis.
Les Espagnols reprennent Tunis en 1535. Barberousse se replie avec les restes de son armée vers Bône, puis Alger

## Postérité

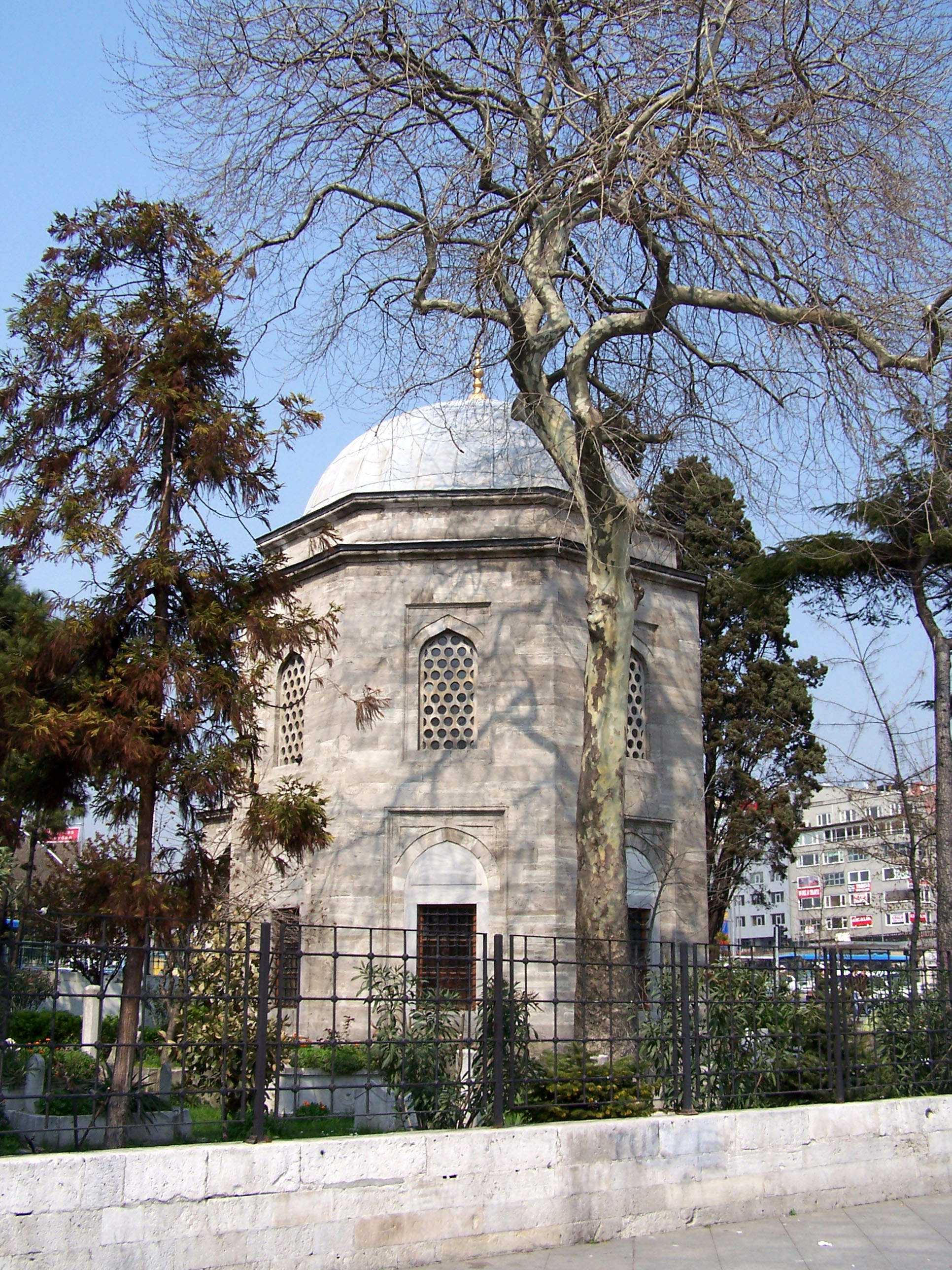
Le mausolée de Barberousse à Beşiktaş

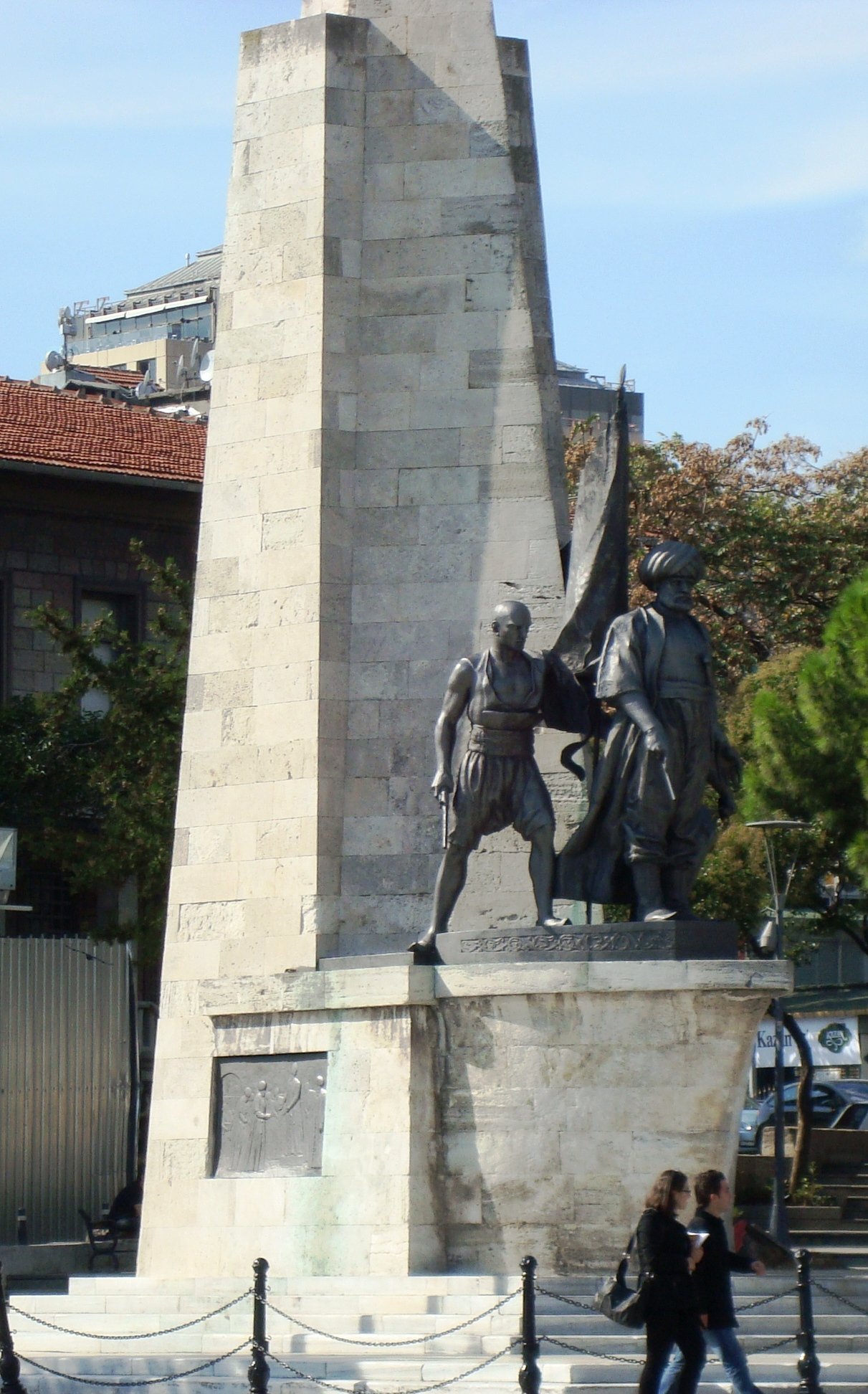
Statue de Barberousse, près du musée naval d'Istanbul

Son mausolée se trouve dans le parc Barberousse de Beşiktaş, à Istanbul, où se trouve également sa statue, à côté du musée naval d'Istanbul. 
Le boulevard Barberousse (en) part de son mausolée sur le Bosphore et s'étend jusqu'aux quartiers d'affaires de Levent et de Maslak et au-delà.
Divers navires de la marine turque ont été nommés en son nom.

## Dans les arts et la culture populaire
- Il est interprété par Halil Kumova dans la série télévisée turque Hürrem Sultan de 2003.
- Il est interprété par Tolga Tekin dans la série télévisée turque Muhteşem Yüzyıl, diffusée entre 2011 et 2014.

- Il est interprété par Ulaş Tuna Astepe dans la série télévisée turque Barbaros : Épée de la Méditerranée de 2021 .

- Il est interprété en 2022 par Tolgahan Sayışman dans la série télévisée turque  Barbaros Hayreddin : Sultanın Fermanı.